# Аблеж
Аблеж (фр. Ableiges) је насељено место у Француској у региону Париски регион, у департману Долина Оазе.
По подацима из 2011. године у општини је живело 933 становника, а густина насељености је износила 116,19 становника/km².

## Демографија
| 1962. | 1968. | 1975. | 1982. | 1990. | 2011. |
| ----- | ----- | ----- | ----- | ----- | ----- |
| 428   | 427   | 505   | 807   | 900   | 933   |